# مشقيروت (طاقة)
مشقيروت منطقة سكنية تقع في ولاية طاقة، التابعة لمحافظة ظفار في سلطنة عمان. يقدر عدد سكانها بـ 9 نسمة حسب إحصاء عام 2010 التابع للمركز الوطني للإحصاء والمعلومات الحكومي. رمز المنطقة هو 20210291.

## الوصلات الخارجية
- المركز الوطني للإحصاء والمعلومات، سلطنة عمان